# Chevalier du Plessis
Chevalier du Plessis (Francia, ... – Caraibi, 1668) è stato un pirata francese.

## Biografia
Chevalier du Plessis è stato un pirata di cui  nulla si sa delle origini, e nemmeno si conosce il suo vero nome.
Il nome Chevalier du Plessis ha per qualche tempo fatto pensare agli storici che fosse in qualche modo legato alla famiglia del cardinale e primo ministro francese Armand-Jean du Plessis de Richelieu, ma niente ha potuto confermare questa ipotesi.
Di lui si sa solo che giunse ai Caraibi attorno al 1660, e che accolse a bordo della propria nave il corsaro Moise Vauquelin, che aveva appena perso la sua nave; con questi fece società ed assaltò alcune navi spagnole.
Rimase poi ucciso nel 1668 combattendo nell'assalto ad una nave spagnola di 36 cannoni, e Moise Vauquelin venne eletto capitano della sua nave dopo la sua morte.